# 吳曾
吳曾，字虎臣，撫州崇仁人。南宋中層官僚，秦桧黨羽。以其隨筆《能改齋漫錄》著名史冊。 

## 履歷
洪邁《夷堅志》記載吳曾“博聞強識，知名江西”，但沒能中第。紹興十一年，吳曾向朝廷獻上自己撰寫的《春秋左氏傳發揮》等書，受到嘉獎，特補右迪功郎。二十三年為玉牒檢討官。二十九年閏六月，已經轉為右承奉郎的吳曾守宗正寺主簿。同年十一月，因顯仁皇后的攢宮周圍有民間墓葬，吳曾上書請求挑走士民墓葬，結果與太史局丞楊彥民一同被斥責“妄乞挑去民間冢墓”，于紹興三十年五月降官一級，而此前他已試為太常丞。同年十一月，吳曾權吏部郎官，不久被殿中侍御史陳俊卿彈劾，說其：“敢為大言，士流嗤鄙。。。懵不曉事”云云，結果被賜予在外宮觀官的閒職。此外，吳曾曾擔任過嚴州知府，不知在何時。吳曾布衣上書時為秦桧賞識，故此後為其黨羽，乃至於上言請為秦桧置官屬、賜九錫。《雲麓漫鈔》說他自秦桧死後，便不敢出門。